# Ripky
Ripky (ucraniano: Рíпки) es un sélyshche de Ucrania perteneciente al raión de Chernígov de la óblast de Chernígov.
En 2022, la localidad tenía una población de 6643 habitantes. Es sede de un municipio que incluye como pedanías los sélyshcha de Zamhlái y Rádul y 46 pueblos, sumando la población municipal más de catorce mil habitantes. El municipio se formó en 2020 mediante la fusión de los tres ayuntamientos urbanos de los actuales sélyshcha con los vecinos consejos rurales de Velyka Vis, Vérbychi, Vyshneve, Hólubychi, Hrábiv, Huchyn, Dánychi, Zaderíyivka, Kraskivske, Lovýn, Mali Lystvén, Novoukrayinske, Petrushí, Pushkarí y Syberezh. Antes de 2020, Ripky era la capital del raión homónimo y su ayuntamiento solamente incluía como pedanía a Hlýnenka.
Se conoce la existencia del pueblo en documentos desde 1607. Desde la rebelión de Jmelnitski pasó a formar parte de la sotnia de Royishche del regimiento cosaco de Chernígov. Adoptó estatus de asentamiento de tipo urbano en 1958, debido al gran crecimiento que tuvo en el siglo XX por un ubicación junto a una carretera importante.
Se ubica unos 30 km al norte de Chernígov, sobre la carretera E95 que lleva a Gómel.